# Амла
Амла́ (Амалака, Амалакі, Ембліка; Emblica officinalis) — індійський аґрус; був визнаний священним деревом в Індії. Має широке застосування в індійській традиційній а також в аюрведичній медицині. Рослина належить до групи міробаланів. Плоди є одним з найбагатших джерел вітаміну С.
Ботанічний опис: Emblica officinalis Gaertn. — Ембліка лікарська, Ембліка міробаланова — Fruct. II (1788—1807) 122. — Burkill (1935) 120. — Wealth of India 3 (1952) 168, f. — Morton (1960) 119, ill.
Синоніми: Phyllanlhus emblica L.; Ph. taxifolius D. Don; Ph. glomeratus Wall.; Cicca emblica Kurz; E. pectinata Ridl.

## Місцеві назви
У північній Індії його називають амла, аоула або аонла, в західній Бенгалії і Оріссе — амалакі, в Таміл Наду — топпі або нелліккай, в Магараштрі — авалкаті.
Місцеві назв. Англійська — emblic myrobalan; німецька — Amlabaum, Mirobalanbaum; арабська — amlaj; гінді — aonla та інші..

## Ботанічна характеристика
Амла — це невелике деревце з корою зелено-сірого кольору з лусковим покривом. Крона у нього ясно-зелена, негуста. Листя дрібне, витончене, трохи загострене. Ще однією особливістю амли є те, що під час листопаду разом з листям опадають і самі гілки.
Квіти амли нічим не примітні, зеленувато-жовті. Ростуть вони суцвіттями під листям на нижніх частинах гілок і з'являються в березні—травні.
Плоди амли — блідо-жовті, іноді зеленувато-жовті, соковиті і прозорі, кулясті, діаметром менше дюйма, дозрівають в період від листопада до лютого. Свіжі плоди амли мають кислий смак, вони мають сечогінний ефект, мають властивості послаблюючого охолоджувального засобу; вони також сприяють травленню і мають вітрогонні властивості. Сушені плоди амли також мають кислий смак, вони мають терпкі властивості; кора амли також діє як терпкий засіб. Квіти ж мають охолоджувальну дію і ефект проносного.

## Поширення

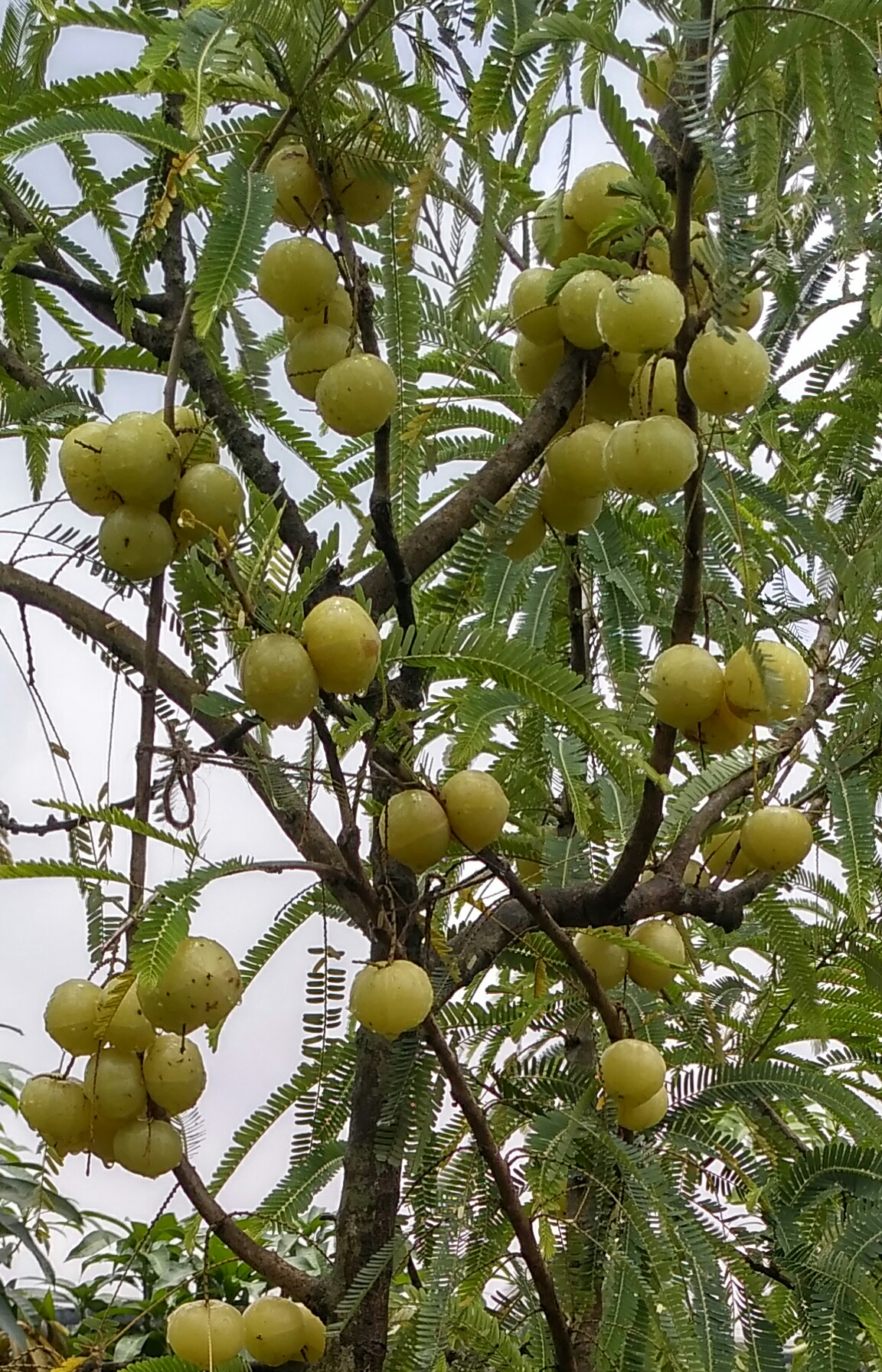
Амла у місті Дакка, Бангладеш

Зустрічається повсюди в лісах більшості районів Індії і навіть на висоті до 1 300 метрів в Гімалаях, у
Південно-Східній Азії, через Індонезію до Тимору, в Японії на Маскаренах.
Вирощування в культурі: Індостан, Бірма, Ява; Флорида (Morton l. с); в Грузії поодиноко поблизу Батумі (Дер. и куст. 4, 1958, 274).

## Фармакологічна характеристика
Амла містить різні форми аскорбінової кислоти, сполучені з таніновим комплексом і галієвою кислотою. Завдяки цьому плоди рослини можуть зберігати вітамін С тривалий час. Крім того, тут виявлені біофлавоноїди і каротиноїди, що мають разом із аскорбінатами антиоксидантні властивості. Разом з катехінами, антиоксиданти перешкоджають розвитку атеросклерозу і різним імунним порушенням організму. Плоди рослини містять речовини, що стимулюють вироблення еритропоетину, завдяки чому рослина відвіку використовувалася при лікуванні анемій. Глікозиди і сапоніни рослини нормалізують видільну функцію кишечника, усуваючи запори, явища метеоризму і кишкові кольки. Отримані результати про вміст у плодах амла природних антисептиків, що пригнічують життєдіяльність патогенної мікрофлори кишки і статевих шляхів.
Амла, стимулюючи мукоцити, зумовлює відхаркувальний ефект, має помірну антибактеріальну дію, покращує функції серцево-судинної системи (адреналінподібна дія).
Активний інгредієнт амли, який має важливу фармакологічну властивість — філемблін (phyllemblin). Серед інших інгредієнтів галієва кислота, таніни, пектин і лимонна кислота.
Дія на органи тіла.:
- покращує виділення червоних кров'яних тілець;
- зміцнює зуби, волосся, нігті;
- регулює рівень глюкози в крові;
- попереджає перекисне окислення ліпідів в мембранах клітин і захищає від серцевих і нервових порушень;
- дуже сильний протизапальний засіб;
- корисно при геморої, гастриті, коліті;
- корисно при захворюваннях очей, особливо на запальній стадії (оскільки амла чудово усуває короткозорість, її часто використовують при лікуванні катаракти; амла сильний інгібітор вільних радикалів, що є однією з причин катаракти);
- попереджає передчасну сивину, зміцнює волосся і позбавляє від лупи;
- зміцнює загальний імунітет.

## Культове значення
Священне дерево Індії. Дереву поклонялися як Матері Землі і вірили, що воно може вигодувати людство, оскільки його плоди дуже поживні.

## Господарське значення
Харчове.Плоди амли є важливим джерелом їжі для численних племен в Індії. Плід 2 см у діаметрі, використовують як фрукти, на солодощі, приправу, маринади.
Барвникове. Кора, листя дають червонувато-коричневі та темно-жовті фарби для шовкових та вовняних тканин, з плодів — темно-сіра (з додаванням солей заліза), з кори — чорна.
Лікарське. Плоди, листя, квіти, насіння, кора і коріння цього дерева мають цілющі властивості. Сушені плоди — в'яжуче, з залізом при недокрів'ї, жовтяниці, проносі, молочний сік — протицинготний. Камедь і таніди одержують з деревини.
Настоянка з насіння використовується для промивання очей при кон'юнктивіті і інших захворюваннях очей. Замочені ж на ніч у новому глиняному горщику сушені плоди амли дають настоянку, що вживається для промивання очей при офтальмії.
Плоди амли використовуються для лікування найрізноманітніших захворювань. Сік аґрусу, з домішкою пряженого масла, діє як добрий тонік, а сироп з цього соку, змішаний з медом і родзинками, приємний як охолоджувальний напій, що має сечогінні властивості. Сік амли, змішаний з цукром, зменшує печію при запаленні родових шляхів у жінки. З плодів амли можна навіть зварити смачне варення або робити солодощі. Метод простий. Замочити плоди амли у воді на 2 години. Потім, коли вони стануть розм'якшеними, змішати їх з цукром (у пропорції один до трьох) і розтерти в пасту. Ця заготовка буде корисна при цілому ряду нездужань: прискореному серцебитті, запорах, жовчності або анорексії.
Насіння амли також має ряд застосувань. Розтовчене в порошок, змішане з червоним сандаловим деревом (Pterocarpus santalinus) і з медом, воно застосовується у випадках нудоти і блювання. Насіння амли можна спалити, розтерти в порошок і, змішавши з олією, прикладати при корості.
Подрібнене зелене свіже листя амли, просто змішане з кефіром, допомагає при поганій функціїтравленні шлунку і проносі. Сік листя приносить полегшення і при виразках.
Сік кори амли, змішаний з медом і куркумою, допомагає при лікуванні інфекцій слизової оболонки генітального тракту. Кора кореня, змішана з медом, якщо нею протерти білі виразки на слизової оболонці рота, допомагає їх видаленню. Ферментована настоянка з кореня допомагає при жовтяниці та диспепсії.